# 蘇門答臘鎖管
蘇門答臘鎖管（学名：Loliolus (Nipponololigo），又名神戶鎖管，为槍魷科擬槍魷屬(日本槍魷亞屬)下的一个种。

## 扩展阅读
- 維基物種上的相關：蘇門答臘鎖管